# Смерть приходит в конце
«Смерть приходит в конце», также «Месть Нофрет. Смерть приходит в конце» (англ. Death Comes as the End) — детективный роман Агаты Кристи, опубликованный издательством Dodd, Mead and Company в 1944 году. Входит в британскую версию «100 лучших детективных романов всех времён». Это единственный роман Кристи, написанный ею в жанре исторического детектива, действие романа происходит в древнеегипетских Фивах в 2000 году до н. э.

## История создания

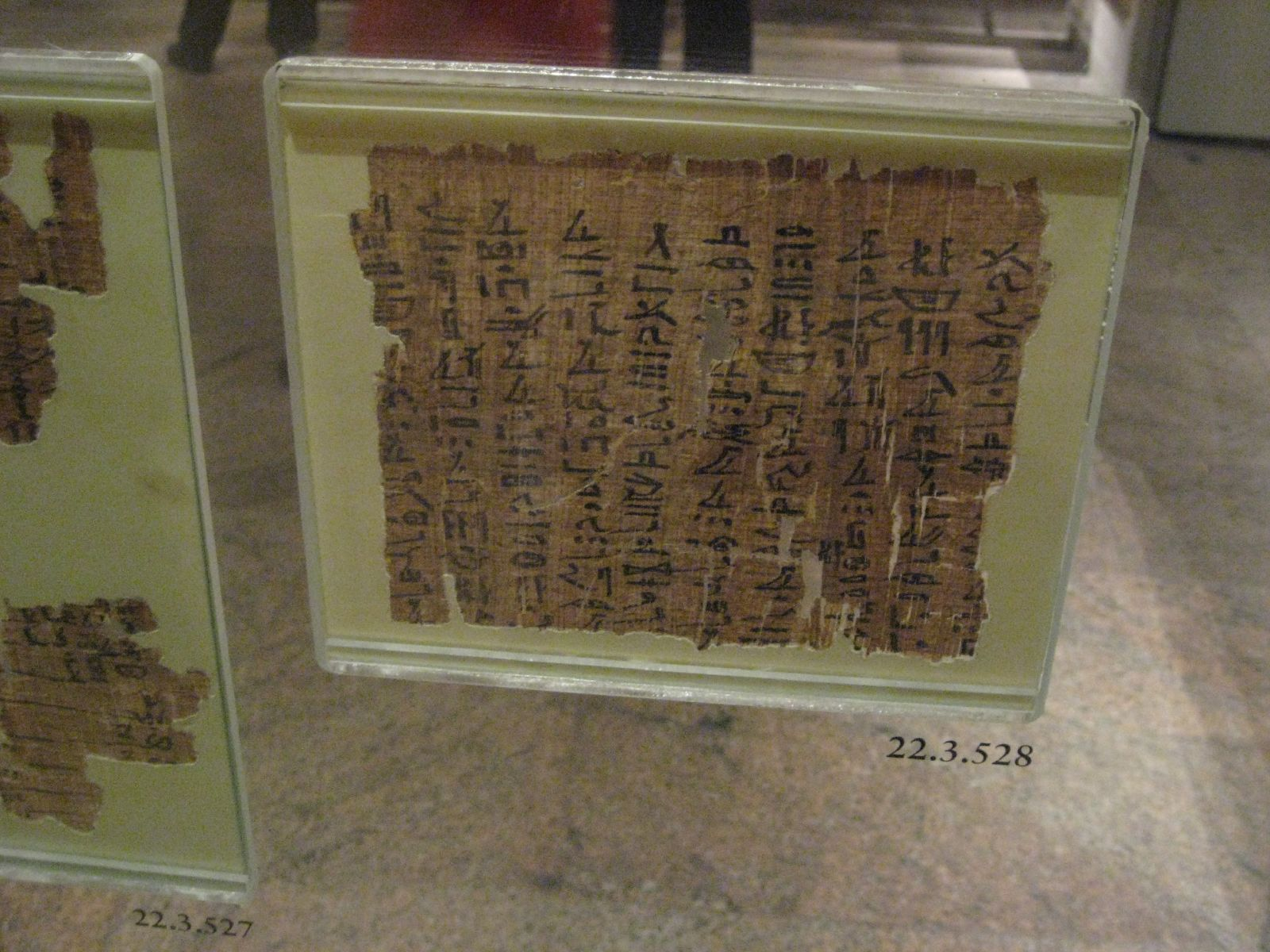
Папирусы писца Хеканахта Метрополитен-музей, Нью-Йорк

«Смерть приходит в конце» — единственный роман Агаты Кристи, действие которого происходит не в XX веке и героями которого являются не европейцы. Идея создания романа, несомненно, пришла к Кристи во время её поездки на Ближний Восток, где она сопровождала своего мужа-археолога, сэра Макса Мэллоуна.
В основу сюжета легли обнаруженные при раскопках 1921—1922 годов папирусы времён Среднего царства, известные среди археологов и специалистов как «Папирусы писца Хеканахта» (англ. Heqanakht papyri). Эти папирусы представляют собой письма Хеканахта своей семье, в которых он жалуется на их поведение по отношению к его новой наложнице. В предисловии к роману Кристи пишет:
 …сюжет романа и характеры действующих лиц оказались навеяны содержанием нескольких писем периода XI династии, найденных экспедицией 1920—1921 годов из нью-йоркского музея «Метрополитен» в скальной гробнице на противоположном от Луксора берегу реки и переведённых профессором Баттискоумбом Ганном для выпускаемого музеем бюллетеня. 
Одной из отличительных особенностей романа является большое количество смертей, сопоставимое с их количеством в романе Десять негритят. Для названий глав Кристи использовала древнеегипетский сельскохозяйственный календарь. Например, первая глава романа называется «Второй месяц Разлива, 20-й день».

## Сюжет
Рассказ начинается с воспоминаний молодой вдовы Ренисенб о времени, когда её отец жрец Имхотеп привёл в дом наложницу Нофрет. С появлением её в семье начинают происходить неприятности. Из-за своего неуживчивого характера Нофрет умудряется перессорить между собой всех домочадцев, особенно сыновей. Она клевещет на них, и Имхотеп грозит сыновьям расправой. Семья единодушна в своей ненависти к юной любовнице. Когда Нофрет находят мёртвой, никто не сомневается, что это убийство. Мотив был у каждого.
После получения известия о смерти Нофрет Имхотепу потребовалось несколько недель, чтобы добраться до дому, и за это время всё было готово к погребению. Тело долго пролежало в крепком соляном растворе, затем, высушив его, постарались восстановить прежний внешний облик покойной, натёрли труп душистыми маслами и травами, обмотали, как полагалось, полотняными пеленами и поместили в саркофаг.

## Персонажи
- Ренисенб — дочь Имхотепа. Слишком юная и красивая, чтобы долго оставаться вдовой, она стоит перед роковым выбором: жизнь или смерть.
- Яхмос — старший сын Имхотепа. Сварливая жена и властный отец лишили его храбрости отстаивать свои права.
- Себек — второй сын Имхотепа, красавец и хвастун. Он тоже недоволен своим подневольным положением в доме отца.
- Имхотеп — тщеславный и спесивый священнослужитель культа «ка», или, проще говоря, хранитель гробницы. Он обеспечивает содержание всех членов своей многочисленной семьи и, взяв в дом наложницу, не подозревает, что навлекает на себя беду.
- Сатипи  — рослая, энергичная, громкоголосая жена Яхмоса. Она третирует своего мужа и оскорбляет всех вокруг.
- Кайт — жена Себека. Ею владеет одна страсть — любовь к детям.
- Хенет — домоправительница Имхотепа; постоянно жалуясь на собственную судьбу, исподтишка вносит разлад в семью и с наслаждением раздувает семейные ссоры.
- Иза — мать Имхотепа, считающая своего сына глупцом. Она не побоялась бросить вызов смерти, но и ей довелось узнать, что такое страх.
- Хори — писец и управляющий у Имхотепа. Он строит свои расчёты, как уберечь Ренисенб от опасности, исходя из логики и… любви.
- Ипи — младший сын Имхотепа; только отец готов сносить мальчишескую заносчивость своего любимца.
- Нофрет — прекрасная юная наложница стареющего Имхотепа. Она разожгла страсти, подспудно тлевшие в семье хранителя гробницы.
- Камени — родственник Имхотепа. Широкоплечий красавец, он поёт любовные песни, которые находят отклик в сердце Ренисенб.

## Отзывы
Необычный для классических детективных произведений Агаты Кристи антураж этого романа был весьма благосклонно принят читателями и критиками.